# Moldagrotehnica
Moldagrotehnica – mołdawski producent maszyn rolniczych z siedzibą w Bielcach.

## Historia
Firma została założona 17 kwietnia 1944 roku jako zakład naprawczy maszyn rolniczych i ciągników. W 1976 na bazie fabryki utworzono Stowarzyszenie przemysłowe. W 1995 fabryka została sprywatyzowana.
Obecnie spółka realizuje ścisłą współpracę z różnymi firmami takimi jak: duńskie AP MACHINEBOUW, słoweńskie SIP, niemieckie Kleine oraz włoskie MAURA.
Jakość maszyn rolniczych jest zapewniona przez system jakości zgodnie z międzynarodowymi standardami ISO-9001 potwierdzonymi w 1999 roku przez niemiecką organizację DEKRA CERTIFICATION SERVICES.
W latach 2000–2005 JSC "Moldagrotehnica" został laureatem Nagrody Państwowej w dziedzinie jakości, produktywności i konkurencyjności.